# ТЕЦ „Хасково“
ТЕЦ „Хасково“ е недовършена топлоелектрическа централа в Хасково. Тя се намира на най-високото място в града. Има висок комин, охладителна кула и още няколко сгради.
Строежът е започнал през 1980-те г., но след 1990 г. строителството е преустановено.
ТЕЦ-ът е в непосредствена близост до хасковските гробища. През 2007 г. американска компания закупува ТЕЦ-а и обявява, че от 2011 г. централата ще започне да произвежда както топлинна, така и електрическа енергия. През 2016 г. ТЕЦ „Хасково“ фалира.